# Horst Scharfenberg
Horst Scharfenberg (* 20. August 1919 in Frankfurt; † 18. Januar 2006 in Baden-Baden) war deutscher Fernsehkoch, Journalist, Produzent und Autor.

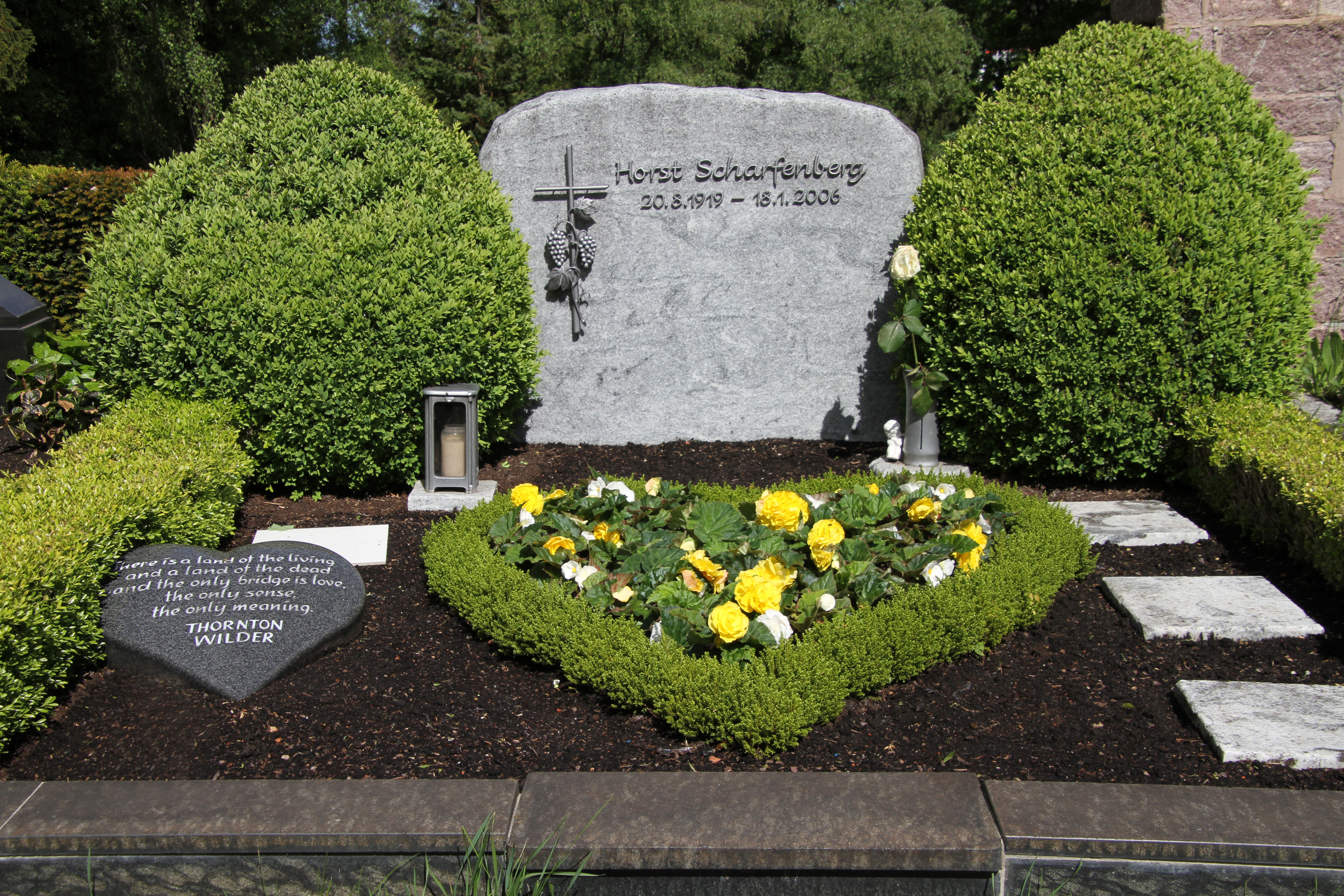
Grab auf dem Hauptfriedhof Baden-Baden

## Leben
Scharfenberg studierte Soziologie an der Columbia University in New York. Als Journalist reiste er in alle Länder der Erde und hielt sich lange im arabischen Raum auf. Während des Zweiten Weltkriegs diente er in einer Propagandakompanie als Kriegsberichterstatter. Nach dem Krieg wurde er durch Hörfunk, Fernsehen und durch Vorlesungen an Universitäten bekannt. Er war Schöpfer und jahrzehntelang Leiter der Fernsehsendung Mainz wie es singt und lacht. Scharfenberg arbeitete von 1946 bis 1973 für den SWF (heute: SWR) und erlangte in Deutschland durch die Sendung Koch Club Bekanntheit. Er gründete den Club 1962 und moderierte diesen bis 1970. Er war Mitglied im Food Editors Club Deutschland, FIPREGA (Fédération Intern. de la Presse Gastronomique), Bruderschaft Marmite (Chevalier de la Marmite Großmeister), FDP, Sénéchal der internationalen Weinbruderschaft, Commandeurs des Domaines Schenk.

## Auszeichnungen
- 1960 – Goldmedaille bei der Film – Triennale Trient
- 1983 – Prix littéraire de la FIPREGA Paris
- 1990 – International Association of Culinary Professionals Award, New York

## Schriften
- 2004 – Aus Deutschlands Küchen
- 2003 – Ein kulinarisches Rendezvous mit Baden
- 2002 – Aus Deutschlands Küchen
- 2002 – Deutschlands Weine 2001/2002. Über 1000 Weine aus allen Regionen.
- 1999 – Ein kulinarisches Rendezvous mit Baden. 100 erlesene Rezepte
- 1999 – Deutschlands Weine 1999/2000. Über 1000 Weine aus allen Regionen
- 1997 – Deutschlands Weine 1997/98. Über 1000 Weine aus allen Regionen
- 1997 – Schwäbisches Weinbüchle
- 1996 – Die Küchen Amerikas. Die kulinarische Entdeckung
- 1995 – Kiehnle Kochbuch. Das große Grundkochbuch mit rund 2400 Rezepten
- 1995 – Deutschlands Weine. Ausgabe 1995/96. Über 1000 Weine aus allen Regionen
- 1994 – Aus Deutschlands Küchen. Überlieferte Rezepte aus 17 Regionen
- 1993 – Weißwein von A bis Z.  von Jim Ainsworth, u. a.